# Harper's Island
Harper's Island è una serie televisiva creata da Ari Schlossberg per la stagione televisiva 2008-2009 dell'emittente statunitense CBS.

## Trama
(Frase iniziale di ogni puntata)
Nel 2002, il serial killer John Wakefield uccise sei abitanti di Harper's Island, tra cui la madre di Abby Mills, la figlia dello Sceriffo. Il padre allontanò bruscamente dall'isola Abby, che si trasferì a Los Angeles per lavorare come scrittrice.
Sette anni dopo, Abby riceve l'invito di partecipazione al matrimonio del suo migliore amico, Henry Dunn, con Trish Wellington. Decide quindi di tornare a casa affrontando di nuovo il padre e il luogo della morte della madre. Gli invitati vengono portati sull'isola con un battello.
Inizialmente il gruppo raccoglie oltre 20 membri, ma dal momento della partenza iniziano ad avvenire varie morti e gli invitati alla celebrazione vengono eliminati "uno dopo l'altro", come non manca di ricordare la voce minacciosa ed angosciante al termine dei titoli di testa.
Il misterioso killer sembra realmente voler ripercorrere le gesta di John Wakefield e mentre gli omicidi si susseguono consolidate amicizie e rapporti interpersonali vengono messi alla prova, antichi dissidi e vecchi segreti vengono alla luce.

## Episodi
| Stagione       | Episodi | Prima TV originale | Prima TV Italia |
| -------------- | ------- | ------------------ | --------------- |
| Prima stagione | 13      | 2009               | 2009            |

## Personaggi e interpreti

### Personaggi principali
- Abby Mills, interpretata da Elaine Cassidy, doppiata da Federica De Bortoli.
La brava ragazza, migliore amica dello sposo.
- Henry Dunn, interpretato da Christopher Gorham, doppiato da Andrea Mete.
Lo sposo, fidanzato con Trish Wellington.
- Patricia "Trish" Wellington, interpretata da Katie Cassidy, doppiata da Valentina Mari.
La sposa, ricca ereditiera fidanzata con Henry Dunn.
- Chloe Carter, interpretata da Cameron Richardson, doppiata da Selvaggia Quattrini.
La vera ragazza coraggio, una damigella di Trish.
- Cal Vandeusen, interpretato da Adam Campbell, doppiato da Marco Vivio.
L'outsider, dottore e fidanzato di Chloe.
- Jimmy Mance, interpretato da C.J. Thomason, doppiato da Stefano Crescentini.
La vecchia fiamma, pescatore locale e fidanzato di Abby ai tempi del liceo.
- Sceriffo Charlie Mills, interpretato da Jim Beaver, doppiato da Saverio Moriones.
Lo Sceriffo, padre di Abby.

### Personaggi secondari
- Thomas Wellington, interpretato da Richard Burgi, doppiato da Fabrizio Temperini.
il padre della sposa, proprietario della tenuta e padre di Trish e di Shea.
- Hunter Jennings, interpretato da Victor Webster, doppiato da Fabio Boccanera.
l'altro uomo, ex-fidanzato di Trish al college.
- J.D. Dunn, interpretato da Dean Chekvala, doppiato da David Chevalier.
la pecora nera, fratello di Henry.
- Christopher "Sully" Sullivan, interpretato da Matt Barr, doppiato da Gabriele Lopez.
il testimone, testimone di nozze di Henry.
- Marty Dunn, interpretato da Harry Hamlin, doppiato da Pasquale Anselmo.
lo zio, zio di Henry e J.D.
- Shea Allen, interpretata da Gina Holden, doppiata da Ilaria Latini.
la damigella d'onore, sorella maggiore di Trish.
- Richard Allen, interpretato da David Lewis, doppiato da Massimo Bitossi.
il cognato, marito di Shea.
- Madison Allen, interpretata da Cassandra Sawtell, doppiata da Emanuela Ionica.
la bambina, figlia di Shea e Richard.
- Katherine Wellington, interpretata da Claudette Mink, doppiata da Irene Di Valmo.
la matrigna, matrigna di Trish e Shea.
- Danny Brooks, interpretato da Brandon Jay McLaren, doppiato da Mirko Mazzanti.
l'amico del college, testimone e migliore amico di Henry dai tempi del college.
- Malcolm Ross, interpretato da Chris Gauthier, doppiato da Paolo Vivio.
il finto stupido, un testimone dello sposo.
- Joel Booth, interpretato da Sean Rogerson, doppiato da Sacha De Toni.
il nerd, testimone dello sposo.
- Beth Barrington, interpretata da Amber Borycki, doppiata da Veronica Puccio.
la single, damigella della sposa.
- Lucy Daramour, interpretata da Sarah Smyth, doppiata da Francesca Rinaldi.
la donna di mondo, damigella della sposa.
- Shane Pierce, interpretato da Ben Cotton, doppiato da Edoardo Stoppacciaro.
pescatore locale che disprezza chiunque.
- Kelly Seaver, interpretata da Ana Mae Routledge, doppiata da Letizia Scifoni.
l'emarginata, ex-fidanzata di Shane.
- Nikki Bolton, interpretata da Ali Liebert, doppiata da Alessia Amendola.
la motociclista, amica di Abby e proprietaria del Cannery.
- Maggie Krell, interpretata da Beverly Elliott, doppiata da Lorenza Biella.
l'organizzatrice del matrimonio, dirigente del The Candlewick Inn.
- John Wakefield, interpretato da Callum Keith Rennie, doppiato da Massimo Rossi.
il serial killer.

### Guest star
- Tyra Coulter, interpretata da Julia Anderson.
- Dr. Ike Campbell, interpretato da Jay Brazeau, doppiato da Franco Zucca.
- Patrick Lillis, interpretato da Nicholas Carella, doppiato da Luigi Ferraro.
- Ben Wellington, interpretato da Clint Carleton.
- Karena Fox, interpretata da Chilton Crane, doppiata da Pinella Dragani.
- Reverendo Fain, interpretato da Terrence Kelly, doppiato da Carlo Reali.
- Robin Matthews, interpretata da Melanie Merkosky, doppiata da Marina Guadagno.
- Julia Mitchell, interpretata da Maxine Miller, doppiata da Graziella Polesinanti.
- Garrett, interpretato da Aaron Pearl.
- Sarah Mills, interpretata da Sarah-Jane Redmond, doppiata da Fabrizia Castagnoli.
- Darryl Riggens, interpretato da Michael Rogers.
- Cole Harkin, interpretato da Dean Wray, doppiato da Franco Mannella.

## Produzione
La serie è stata girata vicino a Vancouver.
Gli attori e le attrici non sapevano della morte dei loro personaggi fino al giorno in cui la sceneggiatura dell'episodio veniva loro data. Il solo attore ad essere sicuro della durata del suo contratto era Richard Burgi che interpretava il personaggio di Thomas Wellington.
In aggiunta ad un sito web dedicato allo show, la CBS ha creato una chat online su Fancast Forum dove ogni settimana la "vittima di turno" della serie rispondeva a domande e commenti dei telespettatori che cercavano di risolvere il mistero dell'isola. Inoltre venivano mostrati i dietro le quinte della serie.